# Sophie Winkleman

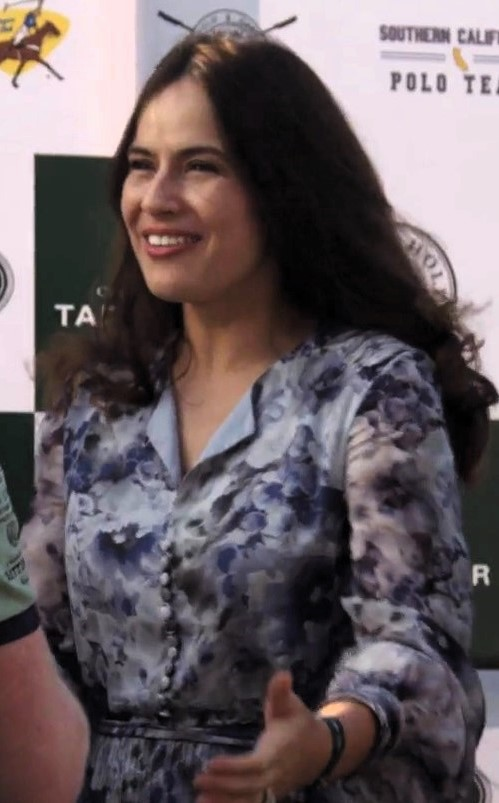
Sophie Winkleman (Videostandbild, 2014)

Sophie Lara Winkleman (* 5. August 1980 in London) ist eine britische Schauspielerin.

## Leben
Winkleman spielte größere Rollen in den Fernsehserien Peep Show (2005–2010), Ruddy Hell! It’s Harry and Paul (2007–2012), The Palace (2008), 100 Questions (2010), Two and a Half Men (2011–2012) und Titanic (2012). 2007 erhielt sie auf dem Monte-Carlo TV Festival eine Golden Nymph-Nominierung als Beste Schauspielerin in einer Comedyserie für ihr Wirken in Peep Show.
Seit 2009 ist sie mit Lord Frederick Windsor (* 1979) verheiratet, dem Sohn von Prince Michael of Kent, Cousin von Königin Elisabeth II. Das Paar hat zwei Töchter.

## Filmografie
- 2002: Ultimate Force (Fernsehserie, eine Folge)
- 2002: White Teeth (Fernsehserie, zwei Folgen)
- 2002: Waking the Dead – Im Auftrag der Toten (Waking the Dead, Fernsehserie, zwei Folgen)
- 2003: Chasing Alice (Fernsehfilm)
- 2003: Agatha Christie’s Poirot – Das unvollendete Bildnis (Five Little Pigs; Fernsehserie, Staffel 9, Folge 1)
- 2003: Keen Eddie (Fernsehserie, eine Folge)
- 2004: AD/BC: A Rock Opera (Fernsehfilm)
- 2004: Suzie Gold
- 2005: Die Chroniken von Narnia: Der König von Narnia (The Chronicles of Narnia: The Lion, the Witch and the Wardrobe)
- 2005–2010: Peep Show (Fernsehserie, 10 Folgen)
- 2006: Dalziel and Pascoe (Fernsehserie, zwei Folgen)
- 2006: Lewis – Der Oxford Krimi: Die Schlüssel zum Mord (Lewis)
- 2007: Shattered
- 2007: The Trial of Tony Blair (Fernsehfilm)
- 2007–2012: Ruddy Hell! It’s Harry and Paul (Fernsehserie, 17 Folgen)
- 2008: Seared (Kurzfilm)
- 2008: Love Live Long
- 2008: The Palace (Fernsehserie, acht Folgen)
- 2009: Robin Hood (Fernsehserie, eine Folge)
- 2009: Red Dwarf (Fernsehserie, zwei Folgen)
- 2009: Kingdom (Fernsehserie, eine Folge)
- 2009: Plus One (Fernsehserie, eine Folge)
- 2010: 100 Questions (Fernsehserie, sechs Folgen)
- 2011: Death in Paradise (Fernsehserie, eine Folge)
- 2011: Phineas und Ferb (Phineas and Ferb, Fernsehserie, eine Folge)
- 2011: Lead Balloon (Fernsehserie, zwei Folgen)
- 2011: CSI: Miami (Fernsehserie, eine Folge)
- 2011: Love Letters (Kurzfilm)
- 2011–2015: Two and a Half Men (Fernsehserie, 18 Folgen)
- 2012: Titanic (Fernsehserie, vier Folgen)
- 2012: What About Dick?
- 2015: Hot in Cleveland (Fernsehserie, eine Folge)
- 2018: Trust (Fernsehserie, sechs Folgen)
- 2019: Der junge Inspektor Morse (Endeavour, Fernsehserie, eine Folge)
- 2019–2023: Sanditon (Fernsehserie, acht Folgen)
- 2020: Strike (Fernsehserie, vier Folgen)
- 2023: Wonka

## Auszeichnungen und Nominierungen
- 2007: Golden Nymph-Nominierung (Monte-Carlo TV Festival) als Beste Schauspielerin in einer Comedyserie für Peep Show